# Израилевич, Григорий Александрович
Григорий Александрович Израилевич (15 апреля 1924, Ростов-на-Дону — 20 февраля 1999, Санкт-Петербург) — советский, российский художник, график, скульптор, архитектор, представитель символизма; член Союза художников СССР (с 1959 г.), автор монументальных живописных работ и скульптурных портретов писателей, поэтов, музыкантов, а также исторических личностей.

## Биография
Отец — Александр Гецелевич (Григорьевич) Израилевич (1899—1947) — заведовал поликлиникой; мать — Любовь Фальковна Израилевич (урождённая Зильберман, 1903—1987). В 1930 году с матерью переехал в Ленинград, учился в художественной школе. В 1941 году добровольцем пошёл на фронт, был направлен в артиллерийское училище, но до окончания войны был демобилизован по состоянию здоровья.
В 1951 году окончил архитектурный факультет Ленинградского института живописи, скульптуры и архитектуры. В 1951—1957 годах работал архитектором в Гипрогоре.
Сделав серию литографий о Таллине, был принят в 1959 году в Союз художников СССР. Работал в Литографической мастерской Союза художников рядом с Ю. А. Васнецовым, А. Л. Капланом, В. М. Конашевичем, А. С. Ведерниковым.
Первые публикации и репродукции опубликованы в журнале «Архитектура Ленинграда» (1954), в журнале «Studio» (Лондон, 1961) и в Еврейской рабочей газете «Der Emes» (Нью Йорк). В 1961 году участвовал в групповой выставке Литографской мастерской в Grosvenorgalleri, затем с А. Л. Капланом — в передвижной выставке по Америке.
С 1960-х годов активно работал в области скульптурного портрета, оформлял интерьеры кафе, ресторанов, Домов культуры в Мурманске, Норильске, Сочи, Хосте, Лазаревском.
Персональные выставки:
- Ленинград, 1978;
- Санкт-Петербург, Фонтанный дом, апрель 2001.

Произведения хранятся в Русском музее, Музее театрального искусства Санкт-Петербурга, музее А. Ахматовой, Саратовском художественном музее им. А. Н. Радищева, в частных собраниях.

### Семья
- Тётя — Ада (Аделаида) Фальковна Ленкова (урождённая Зильберман, 1910—1996), лингвист-германист, совместно с  А. М. Искоз автор переиздававшегося учебника для вузов «Лексикология немецкого языка» (Л.: Учпедгиз, 1960 и 1963; Л.: Просвещение, 1970 и 1975), «Сборника упражнений по лексикологии немецкого языка» (1970), «Хрестоматии по лексикологии немецкого языка» (1975 и 1985), составитель сборника «Рассказы писателей-антифашистов» (пособие на немецком языке, М.: Просвещение, 1999).
- Двоюродный брат - Дмитрий Николаевич Ленков (род. 1940)
- Сыновья двоюродных братьев — адмирал Михаил Николаевич Хронопуло и советско-американский физик, диссидент Юрий Георгиевич Хронопуло[англ.] (1935—2021).

Был женат четыре раза. 
- Первая жена — Исса (Раиса) Абрамовна Заубер (1925—2016), филолог, старший преподаватель отделения славянских языков и литератур Чикагского университета, автор книги «750 Russian Verbs and Their Uses» (1994, 1997).
- Последняя жена — Татьяна Михайловна Решетникова-Момджи (род. 1952), художница.

### Избранные произведения
Скульптурные портреты: М. Ростроповича, А. Солженицина, С. Рихтера (в мраморе — Музей театрального искусства), К. Кузьминского, боярыни Морозовой, Протопопа Аввакума, С. Прокофьева (в дереве — Музей театрального искусства), А. Ахматовой (музей А. Ахматовой), Пунина (музей А. Ахматовой), О. Мандельштама, В. Хлебникова, В. Маяковского, А. Блока, Б. Пастернака, А. Галича, Н. Гумилёва.
Полотна: «Молитва» (2×6 м; находится в Петербургской синагоге), «Крушение империи» (2×4 м), «Прощание с Россией» (3×2 м).
Публикации:
- Израилевич Г. Пуская мыльные пузыри: Щепки дровизма. — М., 2003. — 136 с.